# Zale rufosa
Zale rufosa är en fjärilsart som beskrevs av George Francis Hampson 1913. Zale rufosa ingår i släktet Zale och familjen nattflyn. Inga underarter finns listade i Catalogue of Life.